# Royal Unibrew
Royal Unibrew A/S, förr Bryggerigruppen A/S är ett danskt bryggeriföretag. Företaget är börsnoterat på OMX Copenhagen Mid Cap och är Danmarks näst största bryggeriföretag. Royal Unibrew, vars huvudkontor ligger i Faxe, äger de danska bryggerina Albani, Faxe, Maribo Bryghus och Ceres, det finländska bryggeriet Hartwall och dessutom ett antal bryggerier i Lettland, Litauen och Polen.

## Historik
Bryggerierne Faxe Jyske A/S grundades 1989, då Jyske Bryggerier (bestående av Ceres, Urban och Thor) fusionerades med Faxe Bryggeri. Tre år senare ändrades namnet till Bryggerigruppen A/S.
År 1999 köptes det litauiska bryggeriet Tauras, som slogs ihop med Kalnapilis när Bryggerigruppen köpte detta bryggeri 2001. Bryggerigruppen övertog 2000 Albani och deras dotterbolag Maribo Bryghus. Royal Unibrew ägde under en tid också det engelska bryggeriet Cains, som dock visade sig vara en dålig investering och såldes därför vidare. 2003 beslöt Bryggerigruppen att lägga ner bryggeriet Thor i Randers.
Bryggerigruppen bytte i maj 2005 namn till Royal Unibrew.
År 2013 köpte Royal Unibrew finländska Hartwall från Heineken för cirka 470 miljoner euro.